# Euromos

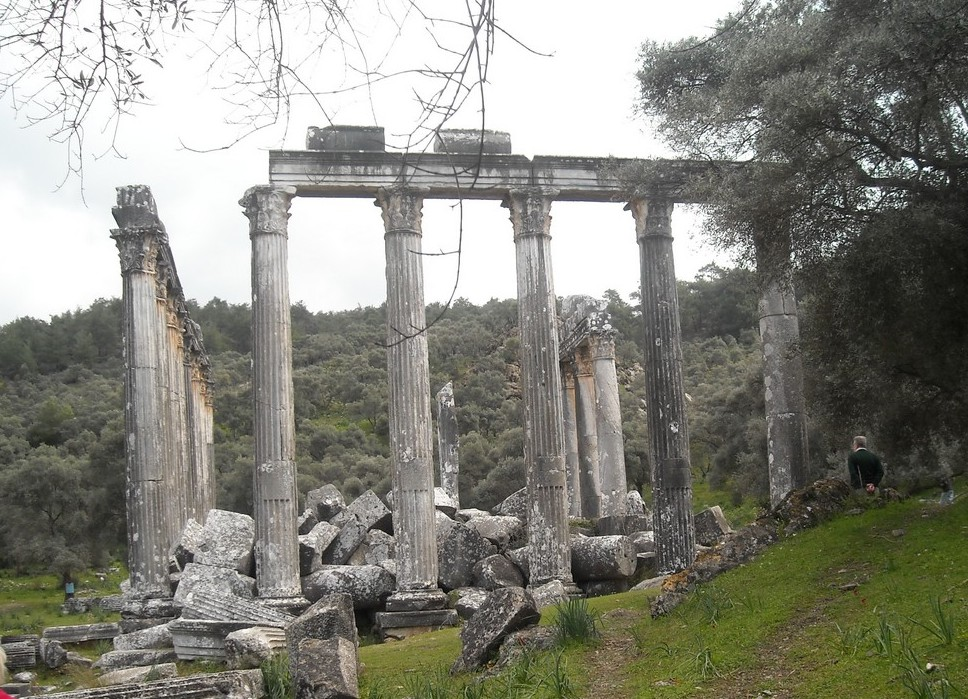
Tempel des Zeus Lepsynos (2009)

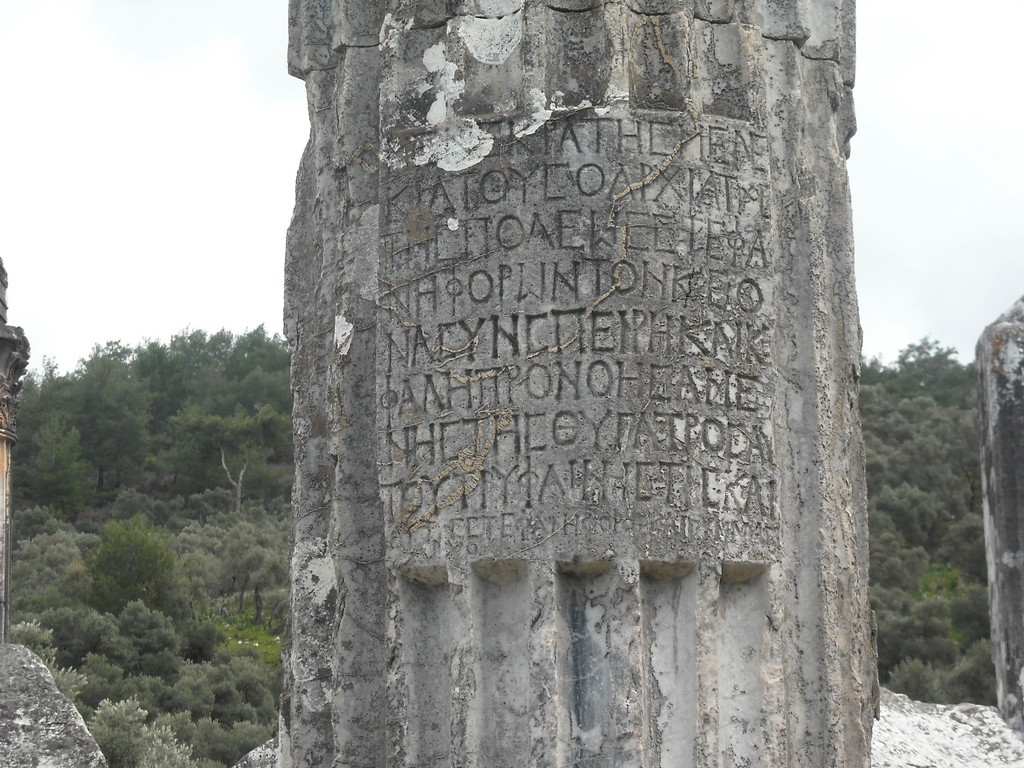
Stifterinschrift auf einer der Säulen

Euromos (altgriechisch Εὔρωμος; karisch Kyromos, Hyromos) war eine antike Stadt im Binnenland der kleinasiatischen Landschaft Karien (heute in der Provinz Muğla in der Türkei), wichtigste Stadt Kariens nach dem benachbarten, etwa zehn Kilometer entfernten Mylasa (heute Milas).
Mitte des 5. vorchristlichen Jahrhunderts war Euromos Mitglied des Delisch-Attischen Seebundes. Der hekatomnidische König Maussolos trug im 4. Jahrhundert v. Chr. mit seiner Hellenisierungspolitik wohl zur Stärkung des Ortes bei. Euromos scheint seine Unabhängigkeit bewahrt zu haben, bis die Nachbarstadt Mylasa 167 v. Chr. gegen die Beherrschung durch das griechische Rhodos rebellierte und anschließend die Kontrolle auch über das Gebiet von Euromos übernahm. Euromos bildete Allianzen mit dem römischen Reich, mit Rhodos und mit der karischen Stadt Iasos, wodurch es in hellenistischer und römischer Zeit wuchs und florierte.
In den 1970ern wurden Ausgrabungen und Restaurierungsarbeiten begonnen, aber bis heute nicht beendet. Der Tempel des Zeus Lepsynos aus dem zweiten Jahrhundert n. Chr. gilt als einer der sechs besterhaltenen Tempel von Asien, obwohl seine Verzierungen anscheinend nicht ganz fertig geworden sind. Von den ursprünglich 32 korinthischen Säulen steht die Hälfte noch aufrecht und trägt Teile des Gebälks. Inschriften erinnern an die Stifter und die Steinmetze aus dem damaligen Zeusheiligtum Labraunda haben mit der Doppelaxt (Labrys) mehrfach ihr Zeichen gesetzt. Vom Rest der Stadt sind nur noch wenige Überreste zu sehen: ein Theater, eine Agora sowie Gräber.